# Mérigon
Mérigon est une commune française, située dans le nord-ouest du département de l'Ariège en région Occitanie. Sur le plan historique et culturel, la commune fait partie du Couserans, pays aux racines gasconnes structuré par le cours du Salat.
Exposée à un climat océanique altéré, elle est drainée par le Volp, le Baumet et par divers autres petits cours d'eau. Incluse dans le parc naturel régional des Pyrénées ariégeoises, la commune possède un patrimoine naturel remarquable :  un espace protégé (« la Garde - Merigon ») et cinq zones naturelles d'intérêt écologique, faunistique et floristique.
Mérigon est une commune rurale qui compte 113 habitants en 2022, après avoir connu un pic de population de 418 habitants en 1821. Elle fait partie de l'aire d'attraction de Saint-Girons. Ses habitants sont appelés les Mérigonais ou Mérigonaises.
Le patrimoine architectural de la commune comprend un immeuble protégé au titre des monuments historiques : l'église Saint-Jean-Baptiste, inscrite en 1950.

## Géographie

### Localisation
La commune de Mérigon se trouve dans le département de l'Ariège, en région Occitanie.
Elle se situe à 36 km à vol d'oiseau de Foix, préfecture du département, à 12 km de Saint-Girons, sous-préfecture, et à 11 km de Saint-Lizier, bureau centralisateur du canton des Portes du Couserans dont dépend la commune depuis 2015 pour les élections départementales.
La commune fait en outre partie du bassin de vie de Saint-Girons.
Les communes les plus proches sont : 
Montardit (2,1 km), Lasserre (2,8 km), Mauvezin-de-Sainte-Croix (3,0 km), Contrazy (3,5 km), Sainte-Croix-Volvestre (4,5 km), Barjac (5,4 km), Lahitère (5,7 km), Tourtouse (5,7 km).
Sur le plan historique et culturel, Mérigon fait partie du Couserans, pays aux racines gasconnes structuré par le cours du Salat (affluent de la Garonne), que rien ne prédisposait à rejoindre les anciennes dépendances du comté de Foix.
Mérigon est limitrophe de six autres communes dont une dans le département de la Haute-Garonne.

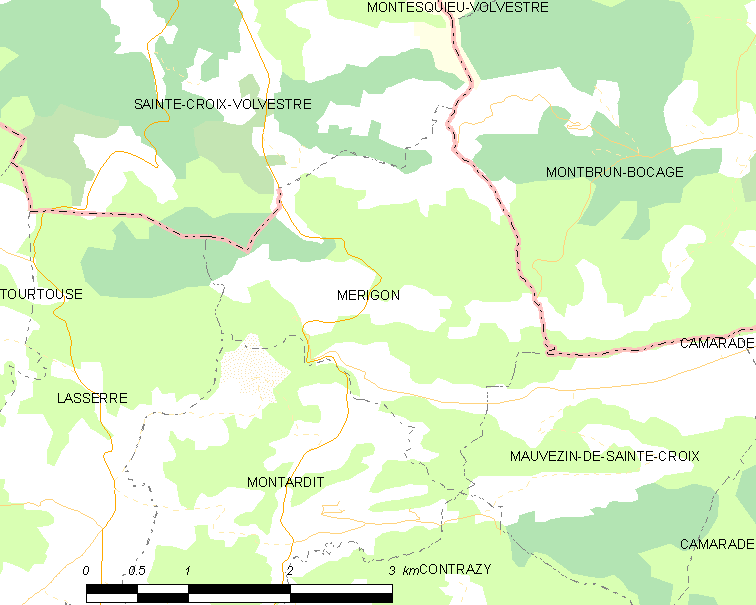
Carte de la commune de Mérigon et de ses proches communes.

| Sainte-Croix-Volvestre |                      | Montbrun-Bocage (Haute-Garonne) |
| Lasserre               | Mérigon              |                                 |
| Montardit              | Contrazy (sur 100 m) | Mauvezin-de-Sainte-Croix        |

Commune située dans les Petites Pyrénées en Volvestre à 19 km au nord de Saint-Girons. Elle fait partie du parc naturel régional des Pyrénées ariégeoises. C'est une commune limitrophe avec le département de la Haute-Garonne.
Arrosée par le Volp, elle se situe à l'extrémité occidentale du massif du Plantaurel, et à l'extrémité orientale des Petites Pyrénées.

### Géologie et relief
La commune est située dans le Bassin aquitain, le deuxième plus grand bassin sédimentaire de la France après le Bassin parisien. Les terrains affleurants sur le territoire communal sont constitués de roches sédimentaires datant pour certaines du Cénozoïque, l'ère géologique la plus récente sur l'échelle des temps géologiques, débutant il y a 66 millions d'années, et pour d'autres du Mésozoïque, anciennement appelé Ère secondaire, qui s'étend de −252,2 à −66,0 Ma. La structure détaillée des couches affleurantes est décrite dans la feuille « n°1056 - Le Mas d'Azil » de la carte géologique harmonisée au 1/50 000ème du département de l'Ariège, et sa notice associée.
La superficie cadastrale de la commune publiée par l’Insee, qui sert de références dans toutes les statistiques, est de 6,33 km2,. La superficie géographique, issue de la BD Topo, composante du Référentiel à grande échelle produit par l'IGN, est quant à elle de 6,35 km2. Son relief est relativement accidenté puisque la dénivelée maximale atteint 235 mètres. L'altitude du territoire varie entre 319 m et 554 m.
La superficie de la commune est de 633 hectares ; son altitude varie de 319  à   554 mètres.

### Hydrographie

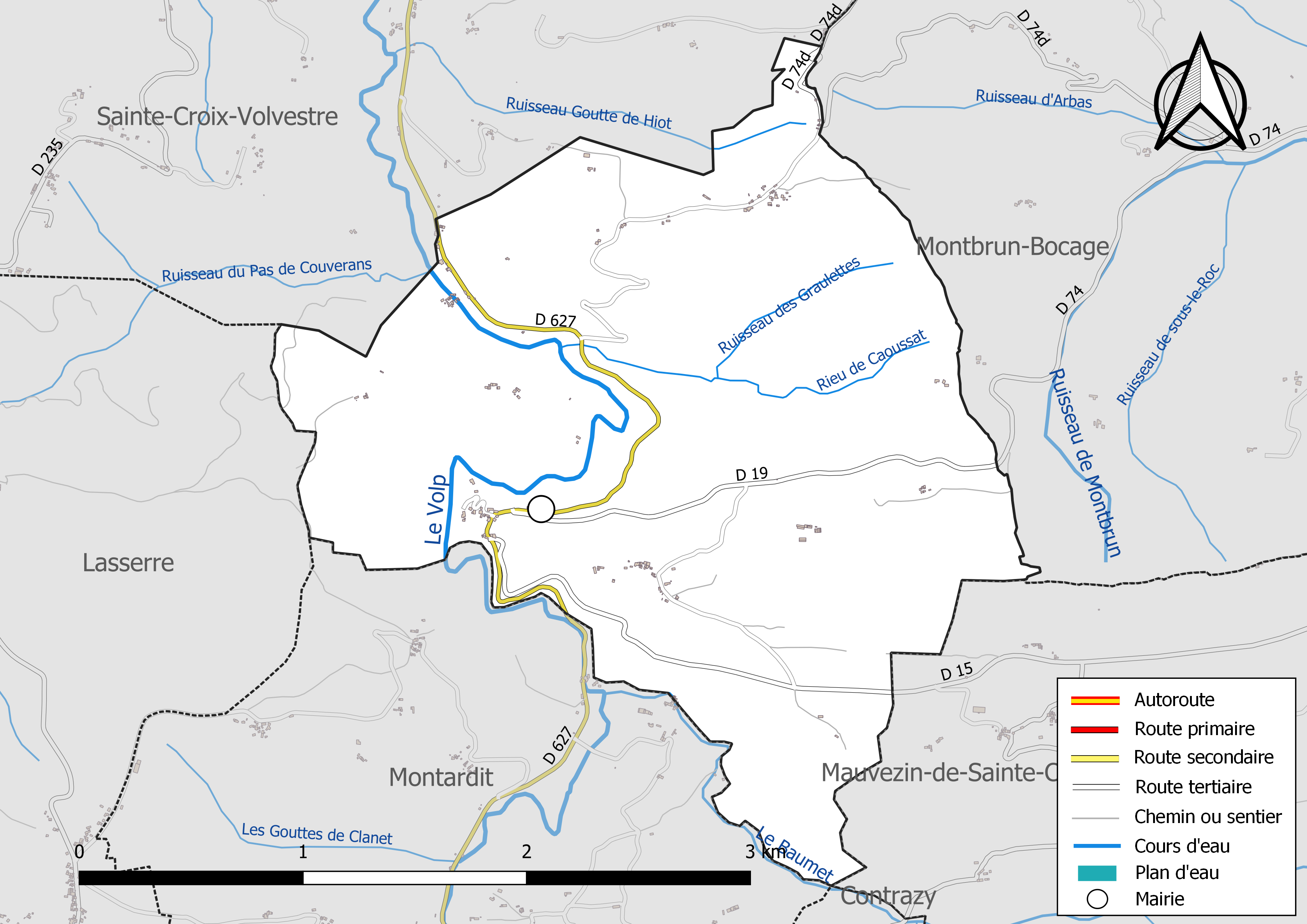
Réseaux hydrographique et routier de Mérigon.

La commune est dans le bassin versant de la Garonne, au sein du bassin hydrographique Adour-Garonne. Elle est drainée par le Volp, le Baumet, Rieu de Caoussat, le ruisseau des Graulettes et le ruisseau Goutte de Hiot, constituant un réseau hydrographique de 6 km de longueur totale,.
Le Volp, d'une longueur totale de 40,3 km, prend sa source dans la commune de Lescure et s'écoule du sud vers le nord. Il traverse la commune et se jette dans la Garonne à Cazères, après avoir traversé 13 communes.

### Climat
Pour des articles plus généraux, voir Climat de l'Occitanie et Climat de l'Ariège.
En 2010, le climat de la commune est de type climat océanique altéré, selon une étude s'appuyant sur une série de données couvrant la période 1971-2000. En 2020, Météo-France publie une typologie des climats de la France métropolitaine dans laquelle la commune est exposée à un climat de montagne et est dans la région climatique Pyrénées centrales, caractérisée par une pluviométrie annuelle de 1 000 à 1 200 mm.
Pour la période 1971-2000, la température annuelle moyenne est de 12,2 °C, avec une amplitude thermique annuelle de 15 °C. Le cumul annuel moyen de précipitations est de 895 mm, avec 9,9 jours de précipitations en janvier et 6,5 jours en juillet. Pour la période 1991-2020, la température moyenne annuelle observée sur la station météorologique la plus proche, située sur la commune de Lorp-Sentaraille à 11 km à vol d'oiseau, est de 12,5 °C et le cumul annuel moyen de précipitations est de 973,2 mm,. Pour l'avenir, les paramètres climatiques de la commune estimés pour 2050 selon différents scénarios d’émission de gaz à effet de serre sont consultables sur un site dédié publié par Météo-France en novembre 2022.

### Milieux naturels et biodiversité

#### Espaces protégés
La protection réglementaire est le mode d’intervention le plus fort pour préserver des espaces naturels remarquables et leur biodiversité associée,.
La commune fait partie du parc naturel régional des Pyrénées ariégeoises, créé en 2009 et d'une superficie de 245 973 ha, qui s'étend sur 138 communes du département. Ce territoire unit les plus hauts sommets aux frontières de l’Andorre et de l’Espagne (la Pique d'Estats, le mont Valier, etc) et les plus hautes vallées des avants-monts, jusqu’aux plissements du Plantaurel.
Un  autre espace protégé est présent sur la commune : 
« la Garde - Merigon », un terrain acquis (ou assimilé) par un conservatoire d'espaces naturels, d'une superficie de 0,1 ha.

#### Zones naturelles d'intérêt écologique, faunistique et floristique
L’inventaire des zones naturelles d'intérêt écologique, faunistique et floristique (ZNIEFF) a pour objectif de réaliser une couverture des zones les plus intéressantes sur le plan écologique, essentiellement dans la perspective d’améliorer la connaissance du patrimoine naturel national et de fournir aux différents décideurs un outil d’aide à la prise en compte de l’environnement dans l’aménagement du territoire.
Deux ZNIEFF de type 1 sont recensées sur la commune :
le « cours du Volp » (204 ha), couvrant 15 communes dont 11 dans l'Ariège et 4 dans la Haute-Garonne, et 
« Le Plantaurel occidental » (5 042 ha), couvrant 10 communes dont 8 dans l'Ariège et 2 dans la Haute-Garonne
et trois ZNIEFF de type 2, : 
- les « coteaux de l'est du Saint-Gironnais » (15 037 ha), couvrant 18 communes du département[32] ;
- « le Plantaurel » (42 116 ha), couvrant 72 communes dont 68 dans l'Ariège, 2 dans l'Aude et 2 dans la Haute-Garonne[33] ;
- les « Petites Pyrénées en rive droite de la Garonne » (12 847 ha), couvrant 20 communes dont 8 dans l'Ariège et 12 dans la Haute-Garonne[34].

Carte des ZNIEFF de type 1 et 2 à Mérigon.
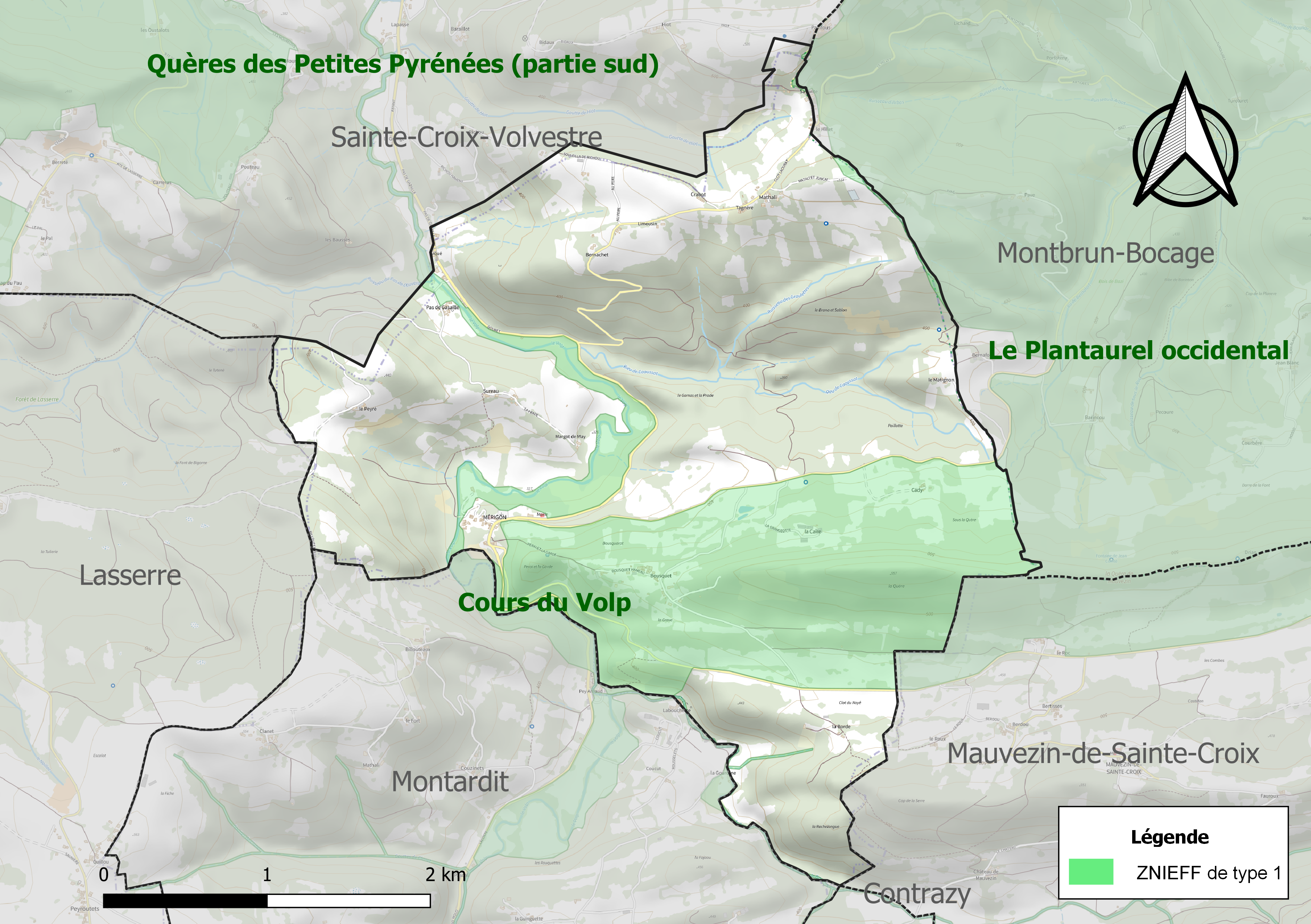
Carte des ZNIEFF de type 1 sur la commune.
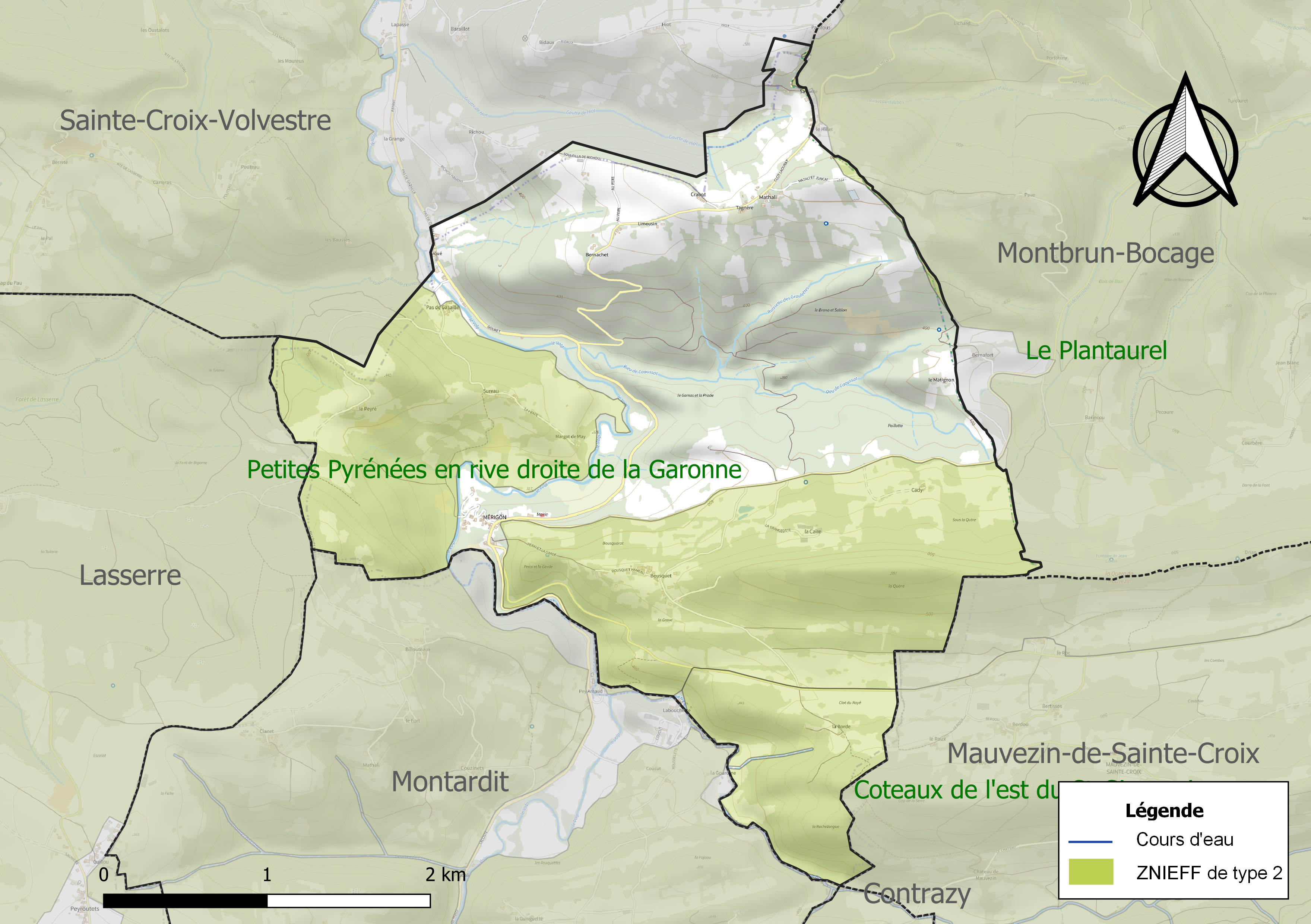
Carte des ZNIEFF de type 2 sur la commune.

## Urbanisme

### Typologie
Au 1er janvier 2024, Mérigon est catégorisée commune rurale à habitat très dispersé, selon la nouvelle grille communale de densité à 7 niveaux définie par l'Insee en 2022.
Elle est située hors unité urbaine. Par ailleurs la commune fait partie de l'aire d'attraction de Saint-Girons, dont elle est une commune de la couronne,. Cette aire, qui regroupe 70 communes, est catégorisée dans les aires de moins de 50 000 habitants,.

### Occupation des sols
L'occupation des sols de la commune, telle qu'elle ressort de la base de données européenne d’occupation biophysique des sols Corine Land Cover (CLC), est marquée par l'importance des forêts et milieux semi-naturels (60,2 % en 2018), une proportion identique à celle de 1990 (60,2 %). La répartition détaillée en 2018 est la suivante : 
forêts (53,6 %), prairies (32,7 %), zones agricoles hétérogènes (7,2 %), milieux à végétation arbustive et/ou herbacée (6,5 %). L'évolution de l’occupation des sols de la commune et de ses infrastructures peut être observée sur les différentes représentations cartographiques du territoire : la carte de Cassini (XVIIIe siècle), la carte d'état-major (1820-1866) et les cartes ou photos aériennes de l'IGN pour la période actuelle (1950 à aujourd'hui).

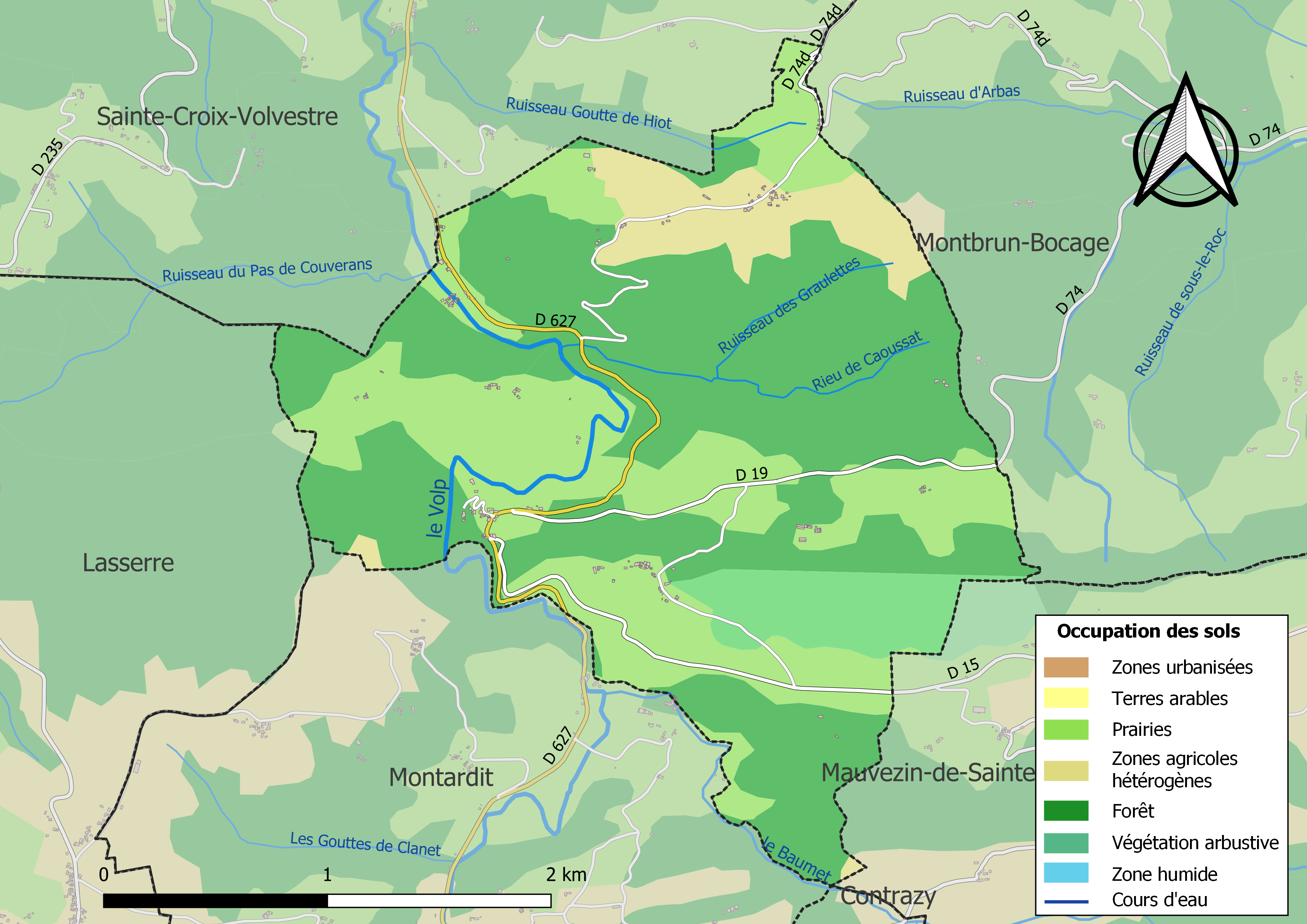
Carte des infrastructures et de l'occupation des sols de la commune en 2018 (CLC).

### Habitat et logement
En 2018, le nombre total de logements dans la commune était de 74, alors qu'il était de 72 en 2013 et de 68 en 2008.
Parmi ces logements, 71,6 % étaient des résidences principales, 18,9 % des résidences secondaires et 9,5 % des logements vacants. Ces logements étaient pour 95,9 % d'entre eux des maisons individuelles et pour 4,1 % des appartements.
Le tableau ci-dessous présente la typologie des logements à Mérigon en 2018 en comparaison avec celle de l'Ariège et de la France entière. Une caractéristique marquante du parc de logements est ainsi une proportion de résidences secondaires et logements occasionnels (18,9 %) inférieure à celle du département (24,6 %) mais supérieure à celle de la France entière (9,7 %). Concernant le statut d'occupation de ces logements, 79,2 % des habitants de la commune sont propriétaires de leur logement (75 % en 2013), contre 66,3 % pour l'Ariège et 57,5 % pour la France entière.
| Typologie                                               | Mérigon | Ariège | France entière |
| ------------------------------------------------------- | ------- | ------ | -------------- |
| Résidences principales (en %)                           | 71,6    | 65,7   | 82,1           |
| Résidences secondaires et logements occasionnels (en %) | 18,9    | 24,6   | 9,7            |
| Logements vacants (en %)                                | 9,5     | 9,7    | 8,2            |

### Voies de communication et transports
Accès par la D 627, ancienne route nationale 627.

### Risques majeurs

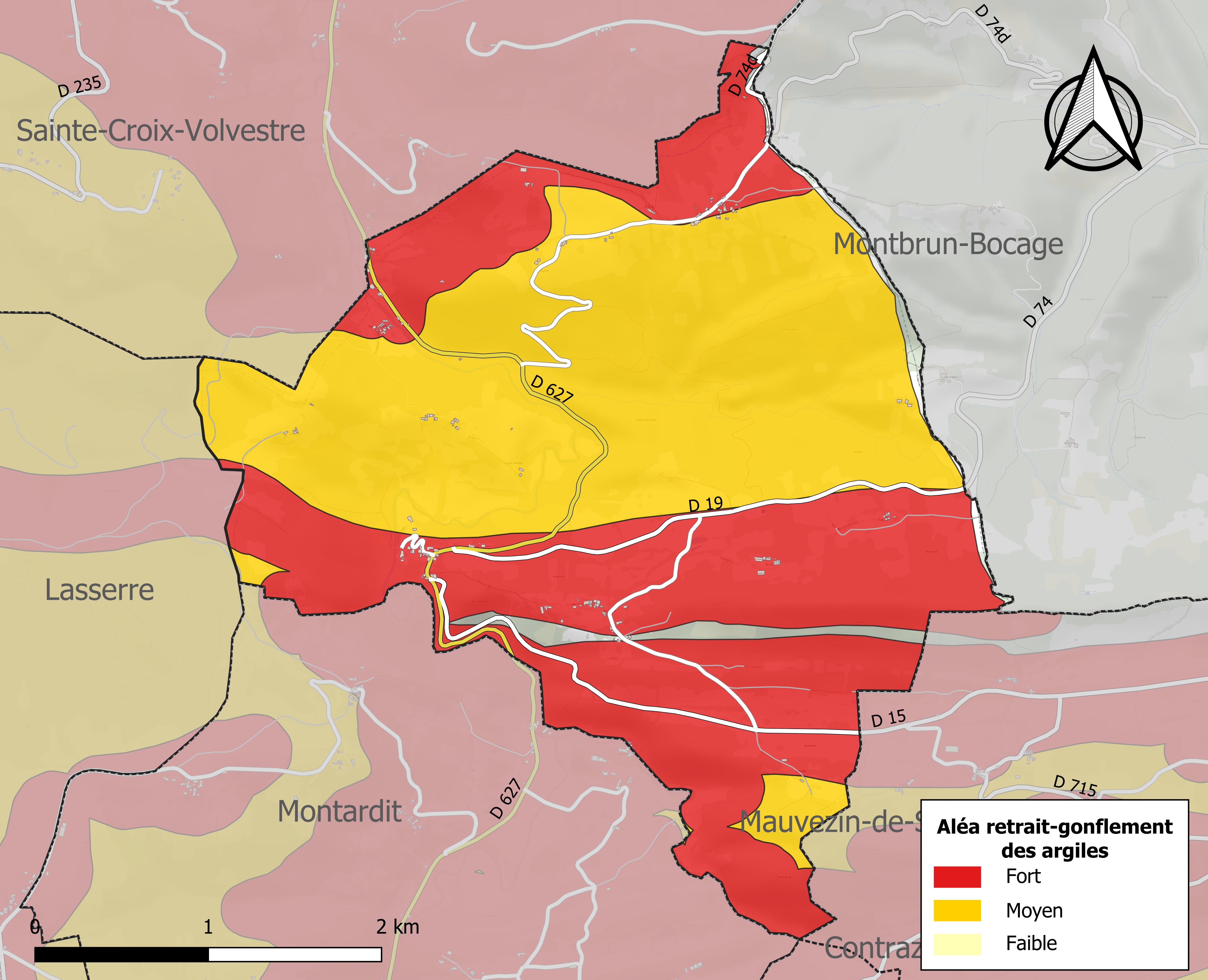
Zonage de l'aléa retrait-gonflement des argiles sur la commune de Mérigon.

Le territoire de la commune de Mérigon est vulnérable à différents aléas naturels : inondations, climatiques (grand froid ou canicule), feux de forêts, mouvements de terrains et séisme (sismicité faible),.
Certaines parties du territoire communal sont susceptibles d’être affectées par le risque d’inondation par crue torrentielle d'un cours d'eau, ou ruissellement d'un versant.
Les mouvements de terrains susceptibles de se produire sur la commune sont soit des chutes de blocs, soit des glissements de terrains, soit des effondrements liés à des cavités souterraines, soit des mouvements liés au retrait-gonflement des argiles. Près de 50 % de la superficie du département est concernée par l'aléa retrait-gonflement des argiles, dont la commune de Mérigon. L'inventaire national des cavités souterraines permet par ailleurs de localiser celles situées sur la commune.

## Toponymie
Mérigon tirerait son nom de Méric qui signifie nombril (idiome local) du pic en forme de nombril qui support les ruines d'un château féodal.

## Histoire
Une vertèbre cervicale fossile d'un grand reptile volant (ptérosaure) a été découverte sur la commune et décrite par Éric Buffetaut et son équipe en 1997. Elle a été trouvée dans la formation géologique des marnes d’Auzas qui date de la fin du Crétacé supérieur (Maastrichtien supérieur), soit il y a environ 68 millions d'années, soit peu de temps à l'échelle géologique, avant la grande extinction Crétacé-Tertiaire. L'envergure de ce ptérosaure a été estimée à près de 9 mètres. La formation des marnes d’Auzas a également livré des restes de dinosaures hadrosauridés.
Au XVe siècle, de nombreux Saintongeais s'installent au village, conservant leur dialecte pendant deux siècles.
Les Huguenots venus de Camarade et du Mas d'Azil s’emparent de Mérigon le 1er septembre 1572.
Avant 1789, Mérigon était une section de la commune de Montbrun, riveraine mais en Haute-Garonne.
Par un permis de prospection accordé par l'État en 2006 à la société canadienne Encana, un forage de recherche de gaz de schiste a été opéré en 2007 durant 4 mois à Mérigon. Il fut infructueux et les terrains ont été rendus en parfait état avec un engagement de suivi du site prévu pour une vingtaine d'années.
Ce forage prospectif, conjointement à celui mené à Franquevielle en Haute Garonne, autorisés discrètement par l'État, contribueront à la vive controverse sur ce type d'énergie fossile et ses modes d'extraction. La loi Jacob du 13 juillet 2011 interdira l'exploration et l'exploitation des mines hydrocarbures liquides ou gazeux par fracturation hydraulique.

## Politique et administration

### Découpage territorial
La commune de Mérigon est membre de la communauté de communes Couserans-Pyrénées, un établissement public de coopération intercommunale (EPCI) à fiscalité propre créé le 18 novembre 2016 dont le siège est à Saint-Lizier. Ce dernier est par ailleurs membre d'autres groupements intercommunaux.
Sur le plan administratif, elle est rattachée à l'arrondissement de Saint-Girons, au département de l'Ariège, en tant que circonscription administrative de l'État, et à la région Occitanie.
Sur le plan électoral, elle dépend du canton des Portes du Couserans pour l'élection des conseillers départementaux, depuis le redécoupage cantonal de 2014 entré en vigueur en 2015, et de la deuxième circonscription de l'Ariège  pour les élections législatives, depuis le redécoupage électoral de 1986.

### Administration municipale
Le nombre d'habitants au recensement de 2011 étant compris entre 100 et 499, le nombre de membres du conseil municipal pour l'élection de 2014 est de onze,.

### Liste des maires
| Période                                  | Période  | Identité      | Étiquette | Qualité  |
| ---------------------------------------- | -------- | ------------- | --------- | -------- |
| avant 1988                               | ?        | Fernand Soula |           |          |
| mars 2001                                | En cours | Yvan Gros     | PCF       | Retraité |
| Les données manquantes sont à compléter. |          |               |           |          |

## Population et société

### Démographie
L'évolution du nombre d'habitants est connue à travers les recensements de la population effectués dans la commune depuis 1793. Pour les communes de moins de 10 000 habitants, une enquête de recensement portant sur toute la population est réalisée tous les cinq ans, les populations de référence des années intermédiaires étant quant à elles estimées par interpolation ou extrapolation. Pour la commune, le premier recensement exhaustif entrant dans le cadre du nouveau dispositif a été réalisé en 2008.

En 2022, la commune comptait 113 habitants, en évolution de −0,88 % par rapport à 2016 (Ariège : +1,48 %, France hors Mayotte : +2,11 %).
| 1793 | 1800 | 1806 | 1821 | 1831 | 1836 | 1841 | 1846 | 1851 |
| ---- | ---- | ---- | ---- | ---- | ---- | ---- | ---- | ---- |
| 348  | 276  | 340  | 418  | 381  | 392  | 392  | 380  | 378  |

| 1856 | 1861 | 1866 | 1872 | 1876 | 1881 | 1886 | 1891 | 1896 |
| ---- | ---- | ---- | ---- | ---- | ---- | ---- | ---- | ---- |
| 382  | 377  | 396  | 401  | 396  | 377  | 371  | 365  | 343  |

| 1901 | 1906 | 1911 | 1921 | 1926 | 1931 | 1936 | 1946 | 1954 |
| ---- | ---- | ---- | ---- | ---- | ---- | ---- | ---- | ---- |
| 340  | 327  | 311  | 238  | 229  | 210  | 210  | 201  | 162  |

| 1962 | 1968 | 1975 | 1982 | 1990 | 1999 | 2006 | 2008 | 2013 |
| ---- | ---- | ---- | ---- | ---- | ---- | ---- | ---- | ---- |
| 142  | 131  | 105  | 97   | 98   | 103  | 121  | 124  | 116  |

| 2018 | 2022 | - | - | - | - | - | - | - |
| ---- | ---- | - | - | - | - | - | - | - |
| 116  | 113  | - | - | - | - | - | - | - |

| selon la population municipale des années : | 1968 | 1975 | 1982 | 1990 | 1999 | 2006 | 2009 | 2013 |
| Rang de la commune dans le département      | 208  | 153  | 247  | 200  | 220  | 198  | 199  | 214  |
| Nombre de communes du département           | 340  | 328  | 330  | 332  | 332  | 332  | 332  | 332  |

### Enseignement
Mérigon fait partie de l'académie de Toulouse.

### Activités sportives
Randonnée, pétanque, chasse,

## Économie

### Emploi
| Division       | 2008  | 2013   | 2018   |
| -------------- | ----- | ------ | ------ |
| Commune        | 9,1 % | 7,5 %  | 7 %    |
| Département    | 8,9 % | 11,1 % | 11,2 % |
| France entière | 8,3 % | 10 %   | 10 %   |

En 2018, la population âgée de 15 à 64 ans s'élève à 71 personnes, parmi lesquelles on compte 74,6 % d'actifs (67,6 % ayant un emploi et 7 % de chômeurs) et 25,4 % d'inactifs,. En  2018, le taux de chômage communal (au sens du recensement) des 15-64 ans est inférieur à celui de la France et du département, alors qu'en 2008 la situation était inverse.
La commune fait partie de la couronne de l'aire d'attraction de Saint-Girons, du fait qu'au moins 15 % des actifs travaillent dans le pôle,. Elle compte 16 emplois en 2018, contre 17 en 2013 et 34 en 2008. Le nombre d'actifs ayant un emploi résidant dans la commune est de 50, soit un indicateur de concentration d'emploi de 31,8 % et un taux d'activité parmi les 15 ans ou plus de 56,1 %.
Sur ces 50 actifs de 15 ans ou plus ayant un emploi, 13 travaillent dans la commune, soit 26 % des habitants. Pour se rendre au travail, 80 % des habitants utilisent un véhicule personnel ou de fonction à quatre roues, 2 % les transports en commun, 2 % s'y rendent en deux-roues, à vélo ou à pied et 16 % n'ont pas besoin de transport (travail au domicile).

## Culture locale et patrimoine

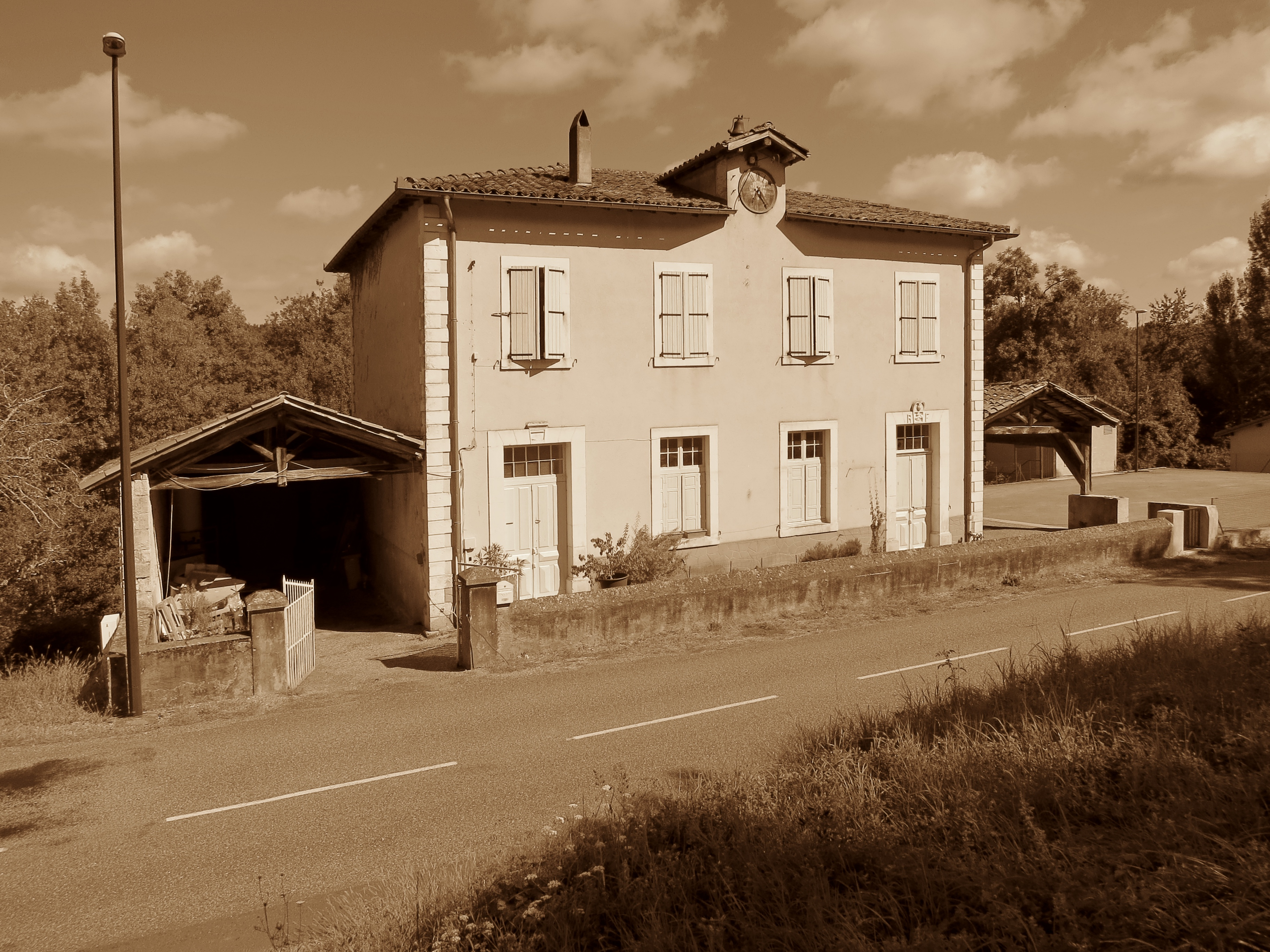
L'ancienne école.

### Culture locale et patrimoine
- Église Saint-Jean-Baptiste, église à clocher mur inscrite à l'inventaire des monuments historiques en 1950.
- Ruines du château. qui fut brûlé durant la guerre de Cent Ans, reconstruit, puis pris par les protestants le 1er septembre 1572 et détruit une nouvelle fois.

## Pour approfondir